# Emanuele Beraudo di Pralormo
Emanuele Beraudo di Pralormo (n. 13 iulie 1887, Pralormo, Piemont, Italia – d. 11 octombrie 1960, Pralormo, Piemont, Italia) a fost un sportiv ce a reprezentat Italia, medaliat olimpic. A participat la o ediție a Jocurilor Olimpice (1924) în care a câștigat o medalie de bronz.

## Participări
Lista de mai jos prezintă principalele competiții la care a participat Emanuele Beraudo di Pralormo de-a lungul carierei.
- equestrian at the 1924 Summer Olympics – team eventing[*]